# Real Madrid Club de Fútbol 1958-1959
Questa voce raccoglie le informazioni riguardanti lo Real Madrid Club de Fútbol nelle competizioni ufficiali della stagione 1958-1959.

## Avvenimenti
In campionato il Real Madrid raggiunge il secondo posto, alle spalle dei rivali del Barcellona. Di Stéfano si aggiudica il titolo di miglior marcatore del torneo (23 gol) e forma con Puskas il miglior duo offensivo del campionato spagnolo, con 44 reti in due.
Nella coppa nazionale, i Blancos estromettono Extremadura (0-8), Athletic Bilbao (5-1) e Siviglia (3-2), venendo sconfitti in semifinale dal Barça futuro vincitore della competizione per 3-7.
In Coppa Campioni, il Real Madrid detiene il titolo, avendo vinto tutte e tre le edizioni finora disputate. Partiti dagli ottavi, gli spagnoli eliminano Beşiktaş (3-1) e Wiener SC (1-7), incontrando i cugini dell'Atlético Madrid in semifinale: in casa, di fronte a 120.000 spettatori, il Real batte gli avversari (2-1), ma cade al ritorno (1-0), venendo costretto alla terza gara in campo neutro. A Saragozza, il Real sconfigge nuovamente l'Atlético per 2-1 con le reti di Di Stéfano e di Puskas. In finale, i madrileni ritrovano lo Stade Reims, club già affrontato e sconfitto nella finale di Coppa dei Campioni 1955-1956. Privo di Puskas per infortunio, il Real Madrid vince col punteggio di 2-0 (reti di Enrique Mateos e di Di Stéfano) e conquista la sua quarta Coppa Campioni in quattro anni.

## Organico

### Rosa
| N. |                      | Ruolo | Calciatore           |
| -- | -------------------- | ----- | -------------------- |
| 1  | Spagna (bandiera)    | P     | Juan Alonso Adelarpe |
| 2  | Spagna (bandiera)    | D     | Rafael Lesmes        |
| 3  | Uruguay (bandiera)   | D     | José Santamaría      |
| 4  | Spagna (bandiera)    | D     | Marquitos            |
| 5  | Francia (bandiera)   | C     | Raymond Kopa         |
| 6  | Spagna (bandiera)    | C     | Juan Santisteban     |
| 7  | Spagna (bandiera)    | C     | José María Zárraga   |
| 8  | Argentina (bandiera) | A     | Alfredo di Stéfano   |
| 9  | Ungheria (bandiera)  | A     | Ferenc Puskás        |
| 10 | Spagna (bandiera)    | A     | Francisco Gento      |
| 11 | Spagna (bandiera)    | A     | Héctor Rial          |
| 12 | Argentina (bandiera) | P     | Rogelio Domínguez    |
| 13 | Spagna (bandiera)    | A     | Jesús Herrera Alonso |

| N. |                   | Ruolo | Calciatore               |
| -- | ----------------- | ----- | ------------------------ |
| 14 | Spagna (bandiera) | C     | Miguel García Martín     |
| 15 | Spagna (bandiera) | C     | Antonio Ruiz             |
| 16 | Spagna (bandiera) | A     | Joseíto                  |
| 17 | Spagna (bandiera) | P     | Javier Berasaluce        |
| 18 | Spagna (bandiera) | D     | Ángel Atienza            |
| 19 | Spagna (bandiera) | C     | Enrique Mateos           |
| 20 | Spagna (bandiera) | C     | Ramón Marsal             |
| 21 | Spagna (bandiera) | C     | Héctor Ramos             |
| 22 | Spagna (bandiera) | C     | Rafael García Martínez   |
| 23 | Spagna (bandiera) | D     | Ángel Segurola Olarreaga |
| 24 | Spagna (bandiera) | D     | Juan Manuel Villa        |
| 25 | Spagna (bandiera) | D     | Joaquín García           |